# Copa Europea de la EHF femenina
La Copa Europea de la EHF femenina es una competición oficial de balonmano que designa a la tercera competición europea de entre clubs en categoría femenina. Está organizada por la Federación Europea de Balonmano. En la temporada 1999-2000 sustituyó a la EHF City Cup, y fue renombrada como EHF Challenge Cup, y en la temporada 2020-2021 se renombró a Copa Europea de la EHF. Se disputa cada temporada desde el mes de septiembre hasta mayo.

## Ediciones
| EHF Challenge Cup |                                       |                                       |                                       |
| Temporada         | Campeón                               | Resultado                             | Subcampeón                            |
| 2000-01           | Handball Cercle Nimes                 | 18 - 22 16 - 18                       | Split Kaltenberg                      |
| 2001-02           | Univ Remin Deva                       | 33 - 23 31 - 25                       | BSV Buxtehude                         |
| 2002-03           | Borussia Dortmund                     | 24 - 16 21 - 27                       | HC Selmont Baia Mare                  |
| 2003-04           | 1. FC Nürnberg                        | 29 - 23 29 - 33                       | Univ Remin Deva                       |
| 2004-05           | TSV Bayer 04 Leverkusen               | 28 - 27 22 - 25                       | Cercle Dijon Bourgogne                |
| 2005-06           | CS Rulmentul Brasov                   | 30 - 22 25 - 24                       | CS Tomis Constanta                    |
| 2006-07           | HC Naisa Nis                          | 32 - 23 21 - 30                       | Univ Jolidon Cluj Napoca              |
| 2007-08           | VfL Oldenburg                         | 25 - 31 26 - 29                       | Mérignac Handball                     |
| 2008-09           | Handball Cercle Nimes                 | 26 - 22 30 - 25                       | Thüringer HC                          |
| 2009-10           | Buxtehuder Sportverein                | 28 - 40 26 - 28                       | Frisch Auf Göppingen                  |
| 2015-16           | Rocasa Gran Canaria ACE               | 33 - 29 29 - 25                       | Kastamonu                             |
| 2016-17           | Lokomotiva Zagreb                     | 23 - 19 24 - 21                       | H65 Höörs HK                          |
| 2017-18           | MKS Lubin                             | 23 - 22 27 - 23                       | Rocasa Gran Canaria ACE               |
| 2018-19           | Rocasa Gran Canaria ACE               | 23 - 24 30 - 23                       | Pogoń Baltica Szczecin                |
| 2019-20           | Cancelado por la pandemia de COVID-19 | Cancelado por la pandemia de COVID-19 | Cancelado por la pandemia de COVID-19 |
| EHF European Cup  |                                       |                                       |                                       |
| 2020-21           | Rincón Fertilidad Málaga              | 32 - 28 28 - 31                       | RK Lokomotiv Zagreb                   |
| 2021-22           | Rocasa Gran Canaria ACE               | 21 - 17 25 - 29                       | Costa del Sol Málaga                  |
| 2022-23           | Antalya Konyaaltı                     | 17 - 23 33 - 20                       | C. B. Atlético Guardés                |
| 2023-24           | Club Balonmano Elche                  | 22 - 20 22 - 28                       | MSK Iuventa Michalovce                |
| 2024-25           | Valur Handbolti                       | 29 - 29 25 - 24                       | Club Balonmano Porriño                |

### Palmarés por equipo
| Equipo                                       | Campeón | Subcampeón | Años Campeón     |
| -------------------------------------------- | ------- | ---------- | ---------------- |
| Rocasa Gran Canaria ACE                      | 3       | 1          | 2016, 2019, 2022 |
| Handball Cercle Nimes                        | 2       | -          | 2001, 2009       |
| Univ Remin Deva                              | 1       | 1          | 2002             |
| Buxtehuder Sportverein                       | 1       | 1          | 2010             |
| Lokomotiva Zagreb                            | 1       | 1          | 2017             |
| Club Balonmano Femenino Málaga Costa del Sol | 1       | 1          | 2021             |
| Borussia Dortmund                            | 1       | -          | 2003             |
| 1. FC Nürnberg                               | 1       | -          | 2004             |
| TSV Bayer 04 Leverkusen                      | 1       | -          | 2005             |
| CS Rulmentul Brasov                          | 1       | -          | 2006             |
| HC Naisa Nis                                 | 1       | -          | 2007             |
| VfL Oldenburg                                | 1       | -          | 2008             |
| MKS Lubin                                    | 1       | -          | 2018             |
| Antalya Konyaaltı                            | 1       | -          | 2023             |
| Club Balonmano Elche                         | 1       | -          | 2024             |
| Valur Handbolti                              | 1       | -          | 2025             |

### Palmarés por país
| País     | Campeón | Subcampeón |
| -------- | ------- | ---------- |
| Alemania | 5       | 3          |
| España   | 5       | 3          |
| Rumania  | 2       | 4          |
| Francia  | 2       | 2          |
| Croacia  | 1       | 2          |
| Polonia  | 1       | 1          |
| Turquía  | 1       | 1          |
| Serbia   | 1       | -          |
| Islandia | 1       | -          |